# ديوغو دي فريتاس دو أمارال
ديوغو بينتو دي فريتاس دو أمارال،(21 يوليو 1941)، (بالإنجليزية: Diogo Pinto de Freitas do Amaral) (النطق البرتغالي: [dioɡu fɾɐjtɐʃ du ɐmɐɾaɫ] المعروف باسم فريتاس دو أمارال، هو أستاذ في السياسة من البرتغال. كان وزيرا للشؤون الخارجية في الفترة من 12 آذار / مارس 2005 إلى 3 / تموز يوليه 2006. كما كان يعمل بصفة مؤقتة كرئيس وزراء بصفة مؤقتة في أوائل الثمانينيات.

## روابط خارجية
- ديوغو دي فريتاس دو أمارال على موقع مونزينجر (الألمانية)